# Wielka Huczawa
Wielka Huczawa, również Huczawa Popradzka (słow. Veľký Šum, Veľká Hučava, Popradská Hučava, Veľký Rinčový potok, niem. Großer Rauschbach, węg. Nagy-Zúgó-patak) – główny ciek wodny Doliny Wielkiej Huczawy w słowackich Tatrach Wysokich. Źródła potoku znajdują się nieco na południe poniżej Przełęczy pod Osterwą. Potok przecina Drogę Wolności w odległości ok. 1 km na zachód od Wyżnich Hag. Największym dopływem Wielkiej Huczawy jest Mała Huczawa, która wpada do niej na południowy zachód od Wyżnich Hag. W okolicach spiskiej wsi Stwoła Wielka Huczawa wpada do Popradu jako jego lewy dopływ.

## Szlaki turystyczne
– znakowana czerwono Magistrala Tatrzańska na odcinku od Przełęczy pod Osterwą do Batyżowieckiego Stawu przechodzi nieco na północ od źródeł Wielkiej Huczawy. Czas przejścia: 1:40 h, z powrotem tyle samo.